# پنج (فیلم ۱۹۶۴)
پنج (لهستانی: Pięciu) یک فیلم درام لهستانی به کارگردانی پاوئو کوموروفسکی است که در سال ۱۹۶۴ منتشر شد.

## گزیدهٔ بازیگران
- ماریان کوچینیاک
- آندژی زائورسکی
- بوگوسواف سوخناتسکی
- ریشارد پیتروسکی
- تادئوش کالینوفسکی
- آنا چیه‌پیلفسکا
- هلنا دامبروفسکا
- ماریا کانیه‌فسکا
- یولانتا اومتسکا
- یژی نوواک
- ویتولد پیرکوش
- تادئوش اشمیت
- میخاو شفچیک
- یانوش کوئوشینسکی